# Michael Fitzgerald (Schauspieler)
Michael Fitzgerald (* 1951) ist ein Film- und Fernsehschauspieler.

## Leben
Michael Fitzgerald wurde 1951 geboren. Seit 1985 spielte er in mehr als 40 Film- und vor allem Fernsehproduktionen mit. 

## Filmografie
- 1985: Theatre Night
- 1985: Die Plutonium-Affäre
- 1987: Screenplay
- 1988: Verschwörung der Frauen
- 1988: Blind Justice
- 1989: The Play an One
- 1989: Das lange Elend
- 1989: A Wanted Man
- 1989: Screen One
- 1990: Stauffenberg – Verschwörung gegen Hitler
- 1992: Look at It This Way
- 1992: Heißer Verdacht
- 1993: Herz der Finsternis
- 1994: Screen Two
- 1995: The Choir
- 1995: The Bill
- 1996: Inspektor Wexford ermittelt
- 1997: Die Scharfschützen
- 1997: Oscar Wilde
- 1998: B. Monkey
- 2000: Ein todsicheres Geschäft
- 2001: Intimacy
- 2001: The Infinite Worlds of H.G. Wells
- 2001: The Six Wives of Henry VIII
- 2001: Die Liebe der Charlotte Gray
- 2003: Tatsächlich… Liebe
- 2005: Königreich der Himmel
- 2005: Chromophobia
- 2005: Mythos Ägypten
- 2006: Doctor Who
- 2006,2008: Inspector Barnaby
- 2009: Doctors
- 2009: Foxes in the Underground
- 2011: Camelot
- 2012: Parade’s End – Der letzte Gentleman
- 2013: New Tricks – Die Krimispezialisten
- 2013: Whitechapel
- 2011–2014: Borgia
- 2015: The Marriage of Reason & Squalor
- 2015: The Last Panthers
- 2016: Kommissar Maigret
- 2017: Der Buchladen der Florence Green
- 2021: American Crime Story
- 2024: Industry